# Favela Zaki Narchi
A Favela Zaki Narchi foi uma favela localizada no bairro do Carandiru, zona norte paulistana, localizada na rua Antonio dos Santos Netto, distrito de Santana com uma área de uma área de 10.852,18 metros quadrados.
Existente desde a década de 1970, possuía cerca de 600 barracos e 2500 moradores. Além de barracos, a favela possuía 29 locais de comércio, sendo 2 simples e 27 pontos de comércio junto com a moradia. 

## História
Anteriormente a área era usada para extração de terra e posteriormente utilizada como depósito de lixo e entulho, dando-lhe uma topografia de morro, ao lado do terreno há o córrego Carandiru, um esgoto a céu aberto. Portanto tinha uma estrutura geológica instável e o alto teor de poluentes químicos. 
A comunidade sofreu muitos incêndios: foram cinco incêndios em nove anos. O pior deles ocorreu no ano de 2002, quando uma queima de grandes proporções atingiu 300 barracos consumindo 4.000 m². Em dezembro de 2005 a prefeitura de São Paulo removeu completamente as habitações irregulares da área, encaminhando-as à 350 unidades habitacionais do CDHU. 

### Confrontos
Durante a remoção dos moradores ocorreram alguns incidentes, como enfrentamentos dos moradores contra a Tropa de Choque da Polícia Militar. No início da noite do dia 23 de julho, os manifestantes protestavam contra a desocupação da área, ateando fogo em madeiras na avenida homônima à favela e atirando pedras nos policiais, o tumulto durou cerca de quatro horas. E na manhã do dia seguinte houve outro confronto: a polícia utilizou bombas de gás lacrimogêneo para dispersar os manifestantes. Durante estes confrontos dois carros oficiais foram depredados e duas crianças feridas por balas de borracha e estilhaços de bomba.
O governo afirmou na época que a área daria lugar a uma parte do complexo do Parque da Juventude, entretanto a área corresponde atualmente a um terreno baldio ao lado do córrego Carandiru.

### Zaki Narchi em números[8]
| Cronologia da favela - 1972 - Início da ocupação da área - 1979-81 - Implantação de água e luz na favela, com pagamento da tarifa mínima - 1996 - Primeiro incêndio e primeira intervenção da prefeitura - 1999-00 - Pequenos incêndios - 2002 - Grande incêndio - Jul/2005 - Confronto entre moradores e policiais - Ago/2005 - Incêndio que destruiu 80 barracos e deixou mais de 350 pessoas desabrigadas - Dez/2005 - Desocupação completa da área - ???? - Construção de um anexo do Parque da Juventude | Estatística Em 1994 havia 720 famílias, num total de 2.874 pessoas, morando em 684 domicílios. - 97% eram domicílios próprios. - 5,70% eram domicílios de alvenaria. - 78,65% dos domicílios tinham banheiro. - 2,19% eram sobrados |  |